# Osmunda japonica
Osmunda japonica is een varen uit de koningsvarenfamilie (Osmundaceae). Het is een terrestrische varen uit Oost-Azië.

## Naamgeving enetymologie
- Synoniem: Osmunda nipponica Makino
- Engels: Japanese royal fern, Japanese flowering fern

De soortaanduiding japonicum betekent 'afkomstig van Japan'. Voor een verklaring voor de geslachtsnaam Osmunda, zie de geslachtsbeschrijving.

## Kenmerken
Osmunda japonica is een overblijvende varen met dimorfe bladen. De steriele bladen of trofofyllen zijn tot 80 cm lang, dubbel geveerd, de pinnae of deelblaadjes scharnierend op de bladspil en de pinnula of eindblaadjes tot 6 cm lang, lancetvormig, ongesteeld, met licht gekartelde rand, glad of licht behaard. De fertiele bladen of sporofyllen zijn slechts tot 50 cm lang, eveneens dubbel geveerd maar met enkel sporendragende deelblaadjes, waarop de naakte sporendoosjes dicht opeengepakt zitten.
De jonge planten zijn bedekt met een massa lange, platte, lichtbruine haren.

## Habitaten verspreiding
Osmunda japonica is een terrestrische plant die groeit op graslanden en open hellingen.
Zijn verspreidingsgebied is beperkt tot Oost-Azië, voornamelijk Japan, China, het Koreaans Schiereiland, Taiwan en het uiterste oosten van Rusland (Sachalin).
Geslacht: Leptopteris

Soorten: L. alpina · L. fraseri · L. hymenophylloides · L. laxa · L. moorei · L. superba · L. wilkesiana · L. ×intermedia

Geslacht: Osmunda (+Plenasium)

Soorten: O. angustifolia · O. banksiifolia · O. claytoniana · O. collina · O. gracilis · O. herbacea · O. huegeliana · O. japonica · O. javanica · O. lancea · O. mildei · O. piresii · O. regalis (Koningsvaren) · O. vachellii · O. ×ruggii

Geslacht: Osmundastrum

Soort: O. cinnamomeum (Kaneelvaren)

Geslacht: Todea

Soorten: T. barbara · T. papuana · T. tidwellii